# Brechin Cathedral

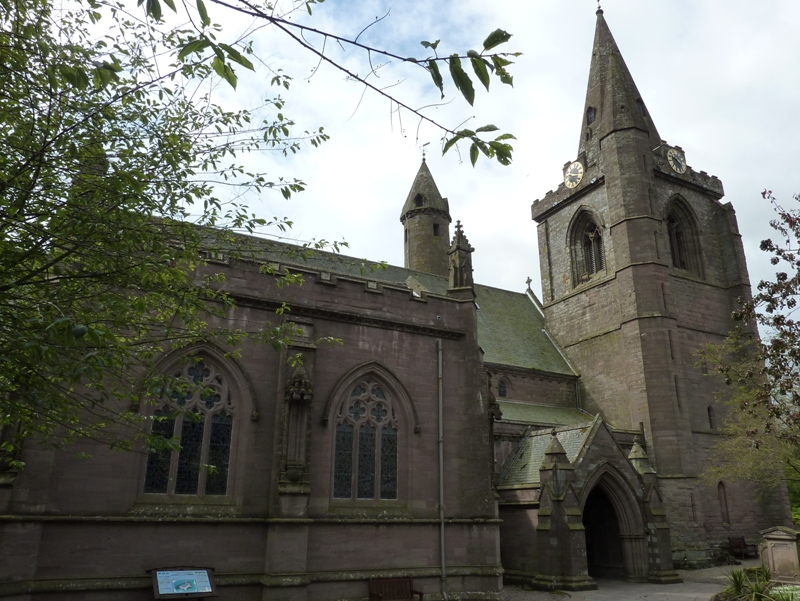
Brechin Cathedral vanuit het zuiden.

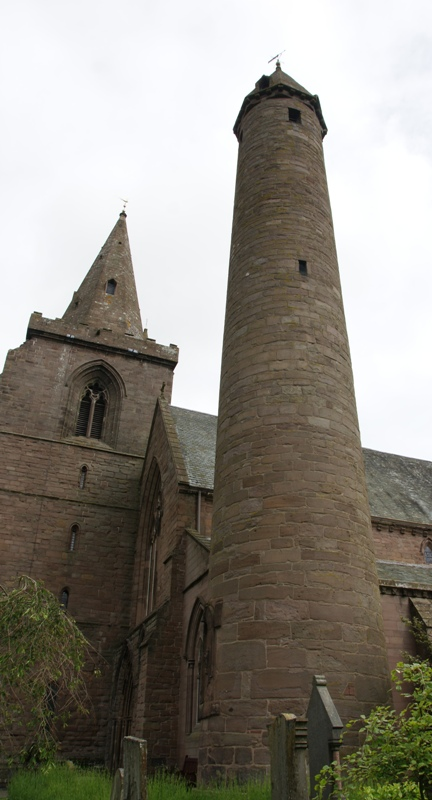
De 11e-eeuwse Brechin Cathedral Round Tower.

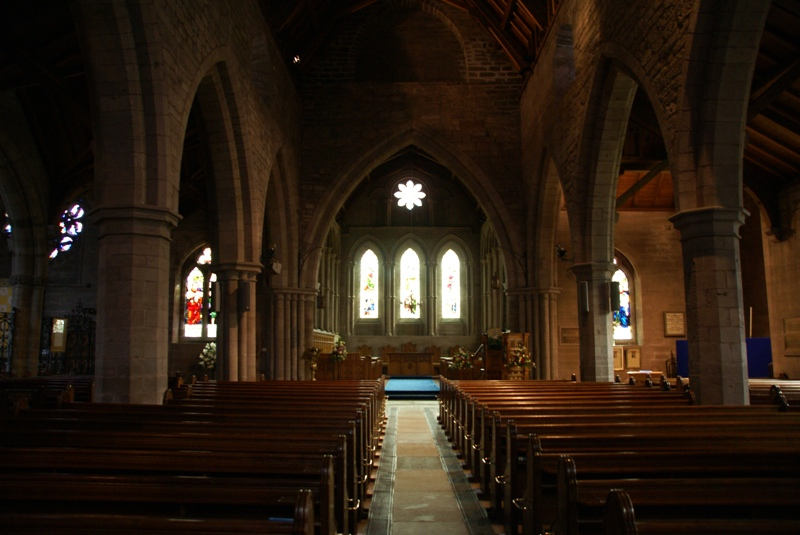
Brechin Cathedral: interieur, kijkend richting het koor.

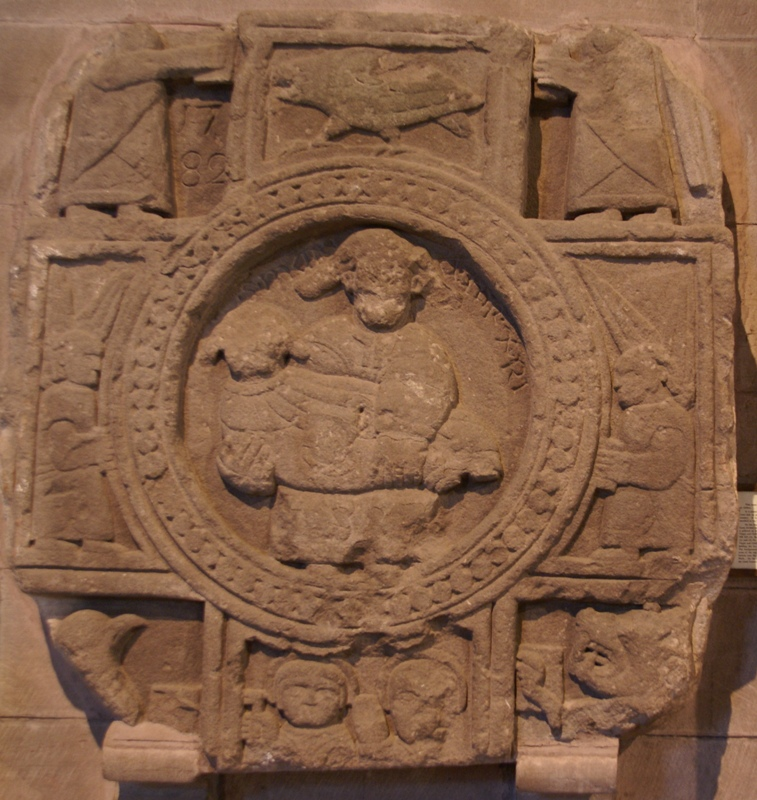
De 11e-eeuwse Mary Stone heeft een afbeelding van Maagd Maria met Jezuskind.

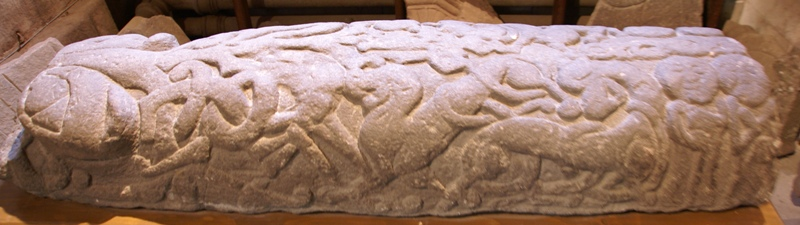
De hogback.

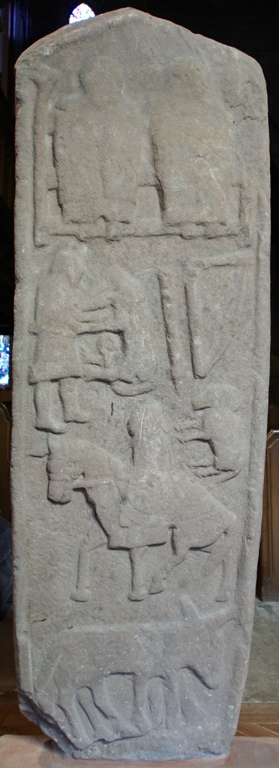
De Aldbar Stone is een pictische steen uit de 9e of 10e eeuw. Onder de twee zittende figuren bovenaan de steen worstelt Koning David met een leeuw; ernaast is een harp afgebeeld.

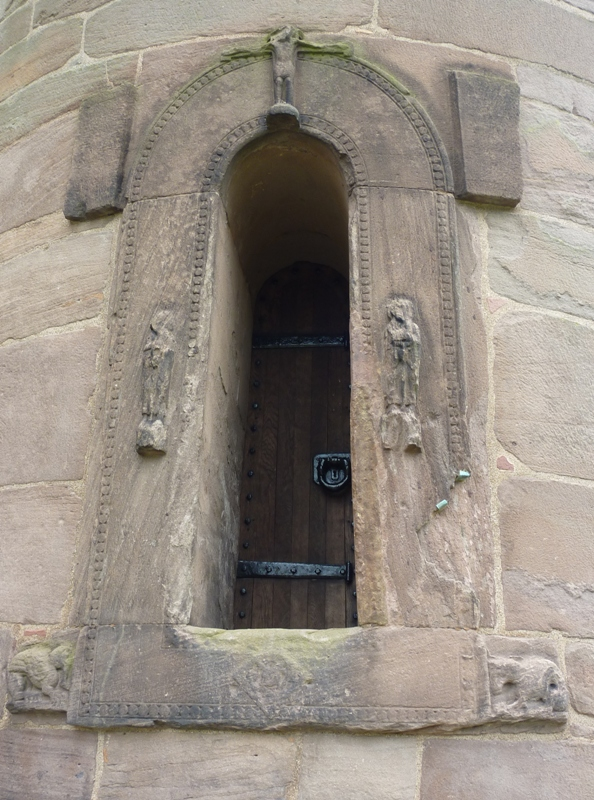
Ingang van de Round Tower met erboven een afbeelding van de gekruisigde Christus en onderaan links het mensverslindende beest.

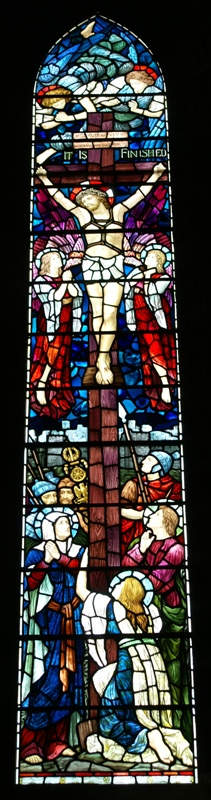
De Kruisiging (1902, Henry Holiday).

Brechin Cathedral is een voormalige kathedraal, oorspronkelijk dertiende-eeuws, gelegen in Brechin in de Schotse regio Angus. Sinds de zeventiende eeuw is het schip van Brechin Cathedral in gebruik als parochiekerk van de Church of Scotland. Het koor werd in de negentiende eeuw hersteld. Het onderste deel van de vierkante kathedraaltoren en de pilaren van het schip zijn dertiende-eeuws, het bovenste deel van de vierkante toren en het koor vijftiende-eeuws en de rest stamt grotendeels uit de negentiende en vroege twintigste eeuw.
Bij Brechin Cathedral staat een van de twee, van oorsprong vrijstaande, Round Towers die Schotland rijk is. Deze toren in Ierse stijl stamt uit de elfde eeuw.

## Geschiedenis
Het is onbekend wanneer de eerste kerk werd gebouwd in Brechin, maar de namen van twee nabijgelegen kapellen die een sterke band hebben met Brechin Cathedral doen vermoeden dat er al een kerk in Brechin was in de vroege achtste eeuw. Dit waren Kilmoir (Marykirk) en Botherkil (Roadside Kirk). Beide namen zijn afgeleid van het Schots-Gaelische cille, dat kerk betekent; deze term raakte in onbruik bij naamgevingen in de vroege achtste eeuw. In de vroege negende eeuw kwam vermoedelijk de priesterorde Céli Dé, ook wel Culdees genoemd, naar Brechin.
De eerste schriftelijke referentie naar een kerk in Brechin stamt uit de regeringsperiode van Kenneth II van Schotland (971-995). Hij gaf namelijk landgoederen aan de kloostergemeenschap in Brechin. Vanaf de tiende eeuw was de positie van bisschop erfelijk; in de twaalfde eeuw waren de posities van lekenabt, bisschop en prior in de handen van één keltische familie. De periode van de erfelijke bisschoppen eindigde in 1178; Turpin, van Anglo-Normandische afkomst, werd toen de eerste in een reeks van niet erfelijke bisschoppen. Hij werd benoemd door Willem I van Schotland en volgde de laatste erfelijke bisschop, Samson (1141-1174), op. In 1214 was er sprake van een kapittel en werd een afbeelding van de round tower, die in die tijd het meest prominente gebouw was, op het zegel gebruikt. Rond 1225 waren de Culdees vervangen door kanunniken.
Het bouwen van de kathedraal is mogelijk begonnen in de tijd van bisschop Ralph (1198-1212). Het koor en de westelijke toegang kwamen wellicht rond 1225 in vroeg gotische stijl gereed. Brechin Cathedral was gewijd aan de Heilige Drie-eenheid.
De bouw van de vierkante toren begon rond 1250 en was enkel tot de vierde verdieping gecompleteerd aan het eind van de dertiende eeuw. De begane grond van de toren diende waarschijnlijk als kapittelzaal.
In 1303 werd tijdens de Schotse onafhankelijkheidsoorlogen het lood van het dak gehaald door Eduard I van Engeland die het als tegengewicht gebruikte in zijn oorlogsmachine de War Wolf, waarmee hij vervolgens Brechin Castle belegerde. In 1305 doneerde hij vijftig ladingen lood en twaalf eiken om het dak te repareren.
In de jaren veertig van de veertiende eeuw werden de transepten gerealiseerd, waarmee de plattegrond van de kathedraal kruisvormig werd. Een toegangsportaal werd toegevoegd aan de noordzijde.
In de late veertiende eeuw werd de toren verhoogd en werd er een spits op geplaatst. Ook de round tower werd in deze tijd voorzien van een octagonale spits.
Na de reformatie in 1560 werd Brechin Cathedral verwaarloosd, enkel het schip bleef in gebruik als parochiekerk. In 1806 werd de kathedraal "gerestaureerd". Het koor was in deplorabele staat en de zijkapellen waren ingestort; deze werden verwijderd. Ook de noord- en zuidmuren van het schip, het portaal en de transepten werden neergehaald; een bredere kerk werd vervolgens opgebouwd in Georgiaanse gotische stijl. Een plafond werd aangebracht in het schip en galerijen werden geplaatst. In de periode 1900-1902 werd de kathedraal door architect John Honeyman hersteld naar de originele staat.

## Bouw
Brechin Cathedral heeft een kruisvormige plattegrond en ligt ten noorden van de beek Skinners Burn. De kathedraal is oost-westelijk georiënteerd met het koor aan de oostelijke zijde. Aan de westelijke zijde bevindt zich de in de dertiende en veertiende eeuw gebouwde vierkante toren met daarnaast de vroeg dertiende-eeuwse ingang tot het schip. Westelijk aan de zuidzijde staat de round tower, die oorspronkelijk vrijstaand was. Aan de zuidzijde bevindt zich tevens een transept. Het noordelijk transept is vergroot en wordt Queens Aisle genoemd. Tussen de vierkante westtoren en het Queens Aisle bevindt zich het noordelijk toegangsportaal.
Brechin Cathedral beschikt over 39 gebrandschilderde ramen, de vroegste stamt uit 1902. De kathedraal heeft het grootste aantal ramen van William Wilson (1905-1972) in Schotland.

## Round Tower
De oorspronkelijk vrijstaande Round Tower (Ronde Toren) werd gebouwd in Ierse stijl in de late elfde eeuw. Het enige andere voorbeeld van een Ierse, vrijstaande Round Tower in Schotland is de Abernethy Round Tower. De toren van de St Magnus Church op Egilsay is ook een voorbeeld van een toren in Ierse stijl; deze toren werd echter niet gebouwd als een vrijstaande toren, maar werd gebouwd als één geheel met de rest van de kerk.
Er zijn veel theorieën over de functie van de round towers. De meest waarschijnlijke is dat een round tower primair diende als klokkentoren en secundair als plaats om liturgische kostbaarheden te bewaren.
De Brechin Cathedral Round Tower is 25 meter hoog. De toren is gebouwd van zandsteen. In de vijftiende eeuw werd de toren voorzien van een stenen dak. De interne diameter van de toren bedraagt 2,4 meter.
De toren had inwendig zeven houten vloeren, die steunden op kraagstenen. De derde en vierde verdieping hebben kleine ramen naar het oosten en het zuiden. De bovenste verdieping heeft vier ramen, die in de zeventiende eeuw vergroot werden toen een aantal klokken werden geïnstalleerd.
De toren heeft één toegang, aan de westzijde, die 1,8 meter boven het grondniveau ligt. De toegang wordt gevormd door vier grote stenen. De deuropening is 60 centimeter breed en 1,8 meter hoog. De panelen om de deur zijn versierd. Onderaan de toegang staat aan weerszijden een fantasiedier afgebeeld. De linker lijkt een menselijk bot in zijn bek te hebben. In het midden van de toegang staat aan weerszijden een heilige en in de boog boven de toegang is een gekruisigde Christus afgebeeld. De enige andere bekende round tower met een gekruisigde Christus boven de toegang is de toren in Donaghmore, County Meath (Ierland). Een interpretatie van de toegang is dat Christus en de Kerk redding brengt, waarbij vervloeking wordt afgebeeld door het mensverslindende beest onderaan de toren.
De toren had in de middeleeuwen ook een toegang vanuit de kathedraal gekregen. Deze werd echter in een latere periode dichtgemetseld; de omtrek van deze toegang is nog wel zichtbaar.

## Pictische stenen

### Mary Stone
De Mary Stone (Maria-steen) is een fragment van het bovenste deel van de kruis-zijde van een rechtopstaande, klasse II Pictische steen. De Mary Stone is van zandsteen en werd gevonden vóór 1856 in een tuin nabij de kathedraal. De steen is hergebruikt, gezien het ingekerfde jaar 1782. Gezien de stijl wordt de steen gedateerd op de vroege elfde eeuw.
Centraal op de Mary Stone is de Maagd Maria met het Jezuskind in haar armen afgebeeld in een cirkel van kralen. De stijl van deze cirkel is vergelijkbaar met de stijl die gebruikt is rond de toegang van de Round Tower. In de cirkel staat de Latijnse tekst s[ancti] maria m[ate]r xr[ist]i (Heilige Maria, Moeder van Christus). Aan weerszijden van de cirkel, de horizontale armen van het kruis, staat een engel afgebeeld. Boven de cirkel staat een vogel afgebeeld, die hoogstwaarschijnlijk de Heilige Geest in de vorm van een duif voorstelt. Onder de cirkel staan twee menselijke figuren met aureool afgebeeld, de linker is vermoedelijk Sint-Petrus aangezien deze figuur een sleutel vasthoudt, en de rechter figuur stelt dan waarschijnlijk Sint Paulus voor. In de vier hoeken van de Mary Stone staan de vier evangelisten, die allen het evangelie vasthouden, afgebeeld. Linksonder staat de adelaar van Johannes en rechtsonder de leeuw van Marcus. Links- en rechtsboven zijn enkel de menselijke figuren zonder hoofd zichtbaar; vermoedelijk had de één het hoofd van een rund voorstellende Lucas en de ander een engelenhoofd voorstellende Mattheus.
De achterzijde van de Mary Stone is afgekapt, maar ook die zijde was bewerkt.

### Aldbar Stone
De Aldbar Stone is een klasse II Pictische steen, gemaakt van zandsteen. De steen is afkomstig van Aldbar, drie kilometer ten zuidwesten van Brechin. De voorzijde toont een versierd keltisch kruis met erboven in de hoeken een vogelfiguur. Naast het kruis zijn twee geestelijken afgebeeld, die beiden een boek vasthouden. De voet van het kruis bestaat uit een versierd vierkant met een opening in het midden.
De achterzijde heeft bovenaan een afbeelding van twee menselijke figuren die op een bank zitten. Vermoedelijk zijn dit twee personages uit het Oude Testament. Eronder staan afbeeldingen van een man die vecht met een viervoetig dier; verder een harp met daaronder een ram. Op basis van de harp en de ram wordt aangenomen dat de vechtende man Koning David voorstelt. In Samuel hoofdstuk 1 vers 17 doodt koning David een leeuw om zijn kudde te beschermen, wellicht stelt het viervoetige dier die leeuw voor. Deze scène is op meerdere Pictische stenen gevonden, onder andere op de St Andrews sarcophagus, die tentoongesteld wordt in het museum van St Andrews Cathedral. Onder de vechtende Koning David is een bebaarde ruiter afgebeeld, met een kort zwaard en een rond schild. Onderaan de steen is een paard of ezel afgebeeld met daarachter verborgen een ander beest waar enkel de poten van te zien zijn. De Aldbar Stone wordt gedateerd op de negende of tiende eeuw.

### Hogback
Een hogback is een liggende grafsteen, gekenmerkt door Noorse invloeden. Hogbacks werden gemaakt in de tiende eeuw en elfde eeuw. De korte zijden van de hogback zijn vaak versierd met op een beer gelijkende figuren, ook wel end beasts (beesten van het einde der tijden) genoemd. In een aantal gevallen stelt de gehele steen een kruipend dier voor. De hogback in Brechin Cathedral is, ongewoon voor een hogback, relatief plat en heeft afgeronde lange zijdes. De steen is beschadigd en mist één uiteinde. Het niet beschadigde uiteinde toont een end beast met grote ogen en gekrulde ranken die uit zijn snuit komen. Aan de zijden zijn fantasiedieren gekerfd, die met elkaar zijn verweven. Aan het andere uiteinde van de steen zijn menselijke figuren, vermoedelijk geestelijken, afgebeeld, die een boek, een kromstaf en wellicht een bel vasthouden. Deze hogback wordt gedateerd als afkomstig uit de late tiende eeuw of vroege elfde eeuw.

## Beheer
Brechin Cathedral wordt beheerd door de Church of Scotland. De Round Tower wordt beheerd door Historic Scotland.